# 주조 스웨덴 대사관
주조 스웨덴 대사관(스웨덴어: Sveriges ambassad i Pyongyang, 영어: Embassy of Sweden, Pyongyang, 문화어: 조선 주재(주조) 스웨리예 대사관)은 스웨덴 정부가 조선민주주의인민공화국의 수도인 평양직할시 대동강구역 문수동에 설치한 대사관으로, 1975년 조선민주주의인민공화국에서 개관하였다. 다만 북한에 주재하고 있는 스웨덴 대사관은 북한에서 최초로 개관하게 된 첫 서구권 국가 소재의 대사관이다. 현임 대사는 2019년을 기준으로 요아킴 베리스트룀(Joachim Bergström)이다. 그래서 2001년까지만 하여도 스웨덴은 해당 도시 내에서의 중단없는 외교적 대표성을 가지고 있는 유일한 서구권 국가였다. 주조선 스웨덴 대사관의 특이점을 보면 미국을 보호할 수 있는 소임을 다하게 되며, 그 외에도 캐나다, 오스트레일리아, 이탈리아는 물론 북유럽 주변국가도 영사 대리인도 상주하고 있었기 때문에 이 대사관이 서구권 국가 상당수를 보호하고 있는 것으로 보인다.

## 관할 구역
- 조선민주주의인민공화국 전체

## 비고
1973년 북한과 스웨덴이 갓 수교하였을 때 2년 동안 베이징시에 주재하고 있었던 주중국 스웨덴 대사관을 통해 겸임한 적이 있었다. 또한 이 건물 내에는 평양 주재 독일·영국 대사관도 한 건물에 병설되어 있다. 현재는 코로나19 대유행에 따른 업무량이 급감하면서 이 대사관의 운영을 일시적으로 중지시켰으며, 관련 업무를 대한민국 또는 중화인민공화국에 주재하고 있는 스웨덴 대사관으로 각각 이관하는 조치를 단행시켰다. 평양과 서울에 모두 대사관을 운영하고 있는 몇 안되는 북유럽 국가이다.

## 같이 보기

### 일반 주제
- 스웨덴-조선민주주의인민공화국 관계
- 주스웨덴 조선민주주의인민공화국 대사관
- 주조 스웨덴 대사(영어판)

### 주변국에 설치한 스웨덴 공관
- 주한 스웨덴 대사관
- 주일본 스웨덴 대사관
- 주중국 스웨덴 대사관(중국어판, 스웨덴어판) - 몽골을 관할하고 있음
- 주러시아 스웨덴 대사관(영어판, 러시아어판)